# Castelo de Kroměříž
O Castelo de Kroměříž (em checo: Zámek Kroměříž ou Arcibiskupský zámek) em Kroměříž, na República Checa, foi a residência principal de bispos e arcebispos de Olomouc desde 1777.

## História

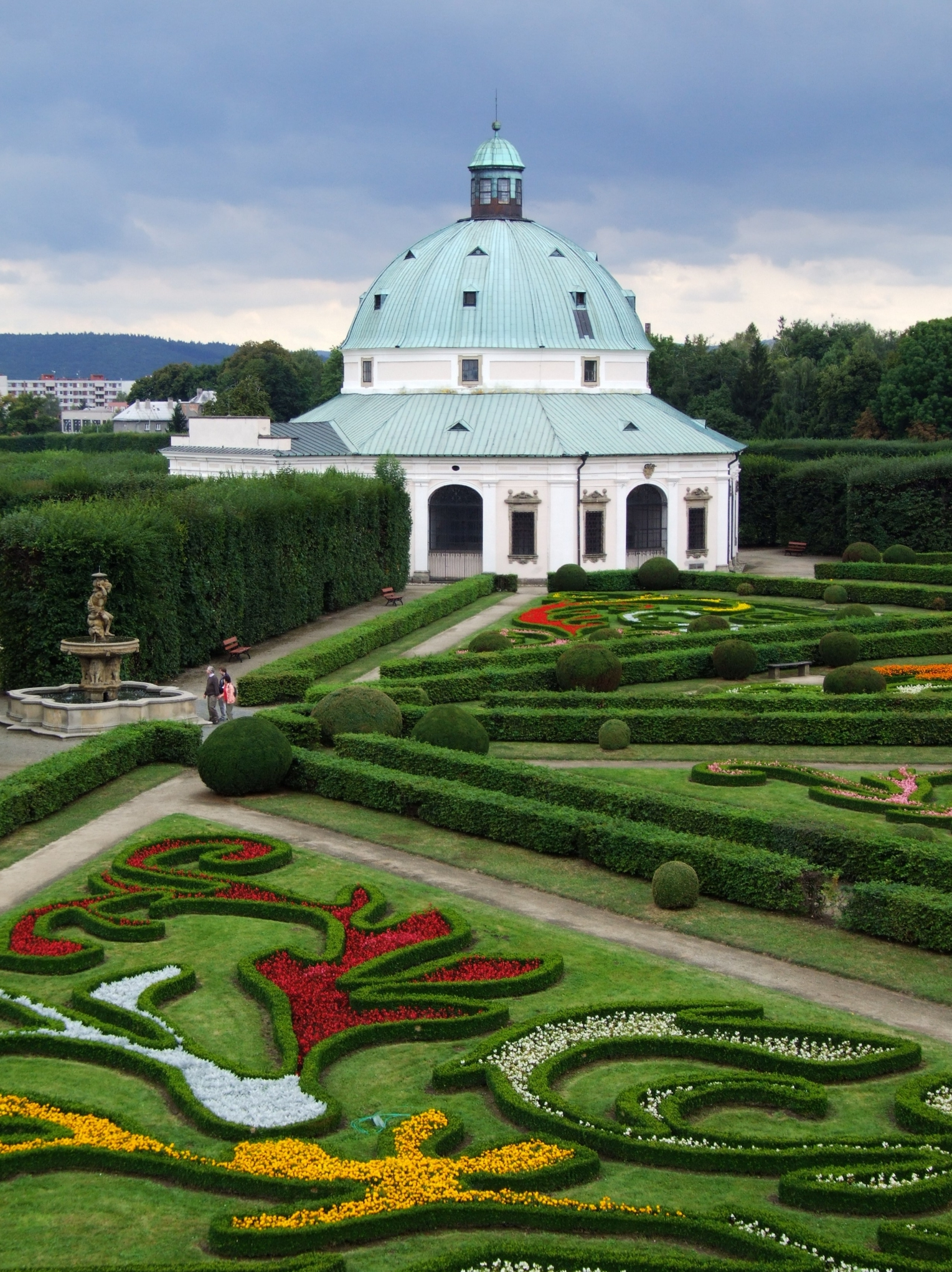
Jardim de flores barroco.

A primeira residência do local foi fundada pelo bispo Stanislas Thurzo em 1497. O prédio tinha um estilo gótico, com um toque de renascentista. Durante a Guerra dos Trinta Anos, os castelo foi saqueado pelo exército sueco em 1643. 
Já em 1664, um bispo da poderosa família Liechtenstein encarregou o arquiteto Filiberto Lucchese de reconstruir o palácio em estilo barroco. O trabalho principal de Lucchese em Kroměříž é o Jardim do Prazer em frente ao castelo. Devido à morte de Lucchese em 1666, Giovanni Pietro Tencalla continuou seu trabalho no jardim formal, e a sua reforma do palácio remetia à escola de Turim, da qual o mesmo era membro.
Depois de o castelo ter sido destruído por um incêndio de grandes proporções em 1752, o bispo Hamilton encarregou dois artistas imperais importantes, Franz Anton Maulbertsch e Josef Stern, de irem ao castelo e decorarem os salões do castelo com o seus trabalhos. Além das suas pinturas, o castelo ainda possui um coleção de arte, geralmente reconhecida como a mais fina do país, a qual inclui a última pintura mitológica de Ticiano, A Punição de Marsias. A maior parte da coleção foi adquirida pelo bispo Karel em Colônia, em 1673. O palácio também contém um arquivo musical extraordinário e uma livraria com  33.000 volumes.

## Arquitetura
A Organização das Nações Unidas para a Educação, a Ciência e a Cultura lista o palácio e seu jardim como Patrimónios Mundiais. Como o dossiê de nominação explica: "o castelo é um bom, mas não excelente, exemplo de um tipo de residência aristocrática ou principesca que sobreviveu de forma ampla na Europa. O Jardim do Prazer, por outro lado, é um grande e raro exemplo de jardim barroco." Exceto pelas Parterres formais, há também um Jardim inglês menos formal do século XIX, o qual suportou os danos das enchentes de 1997.
As partes internas do palácio foram usadas extensamente por Miloš Forman, como substituto do Hofburg vienense, durante as filmagens do filme Amadeus em 1984, baseado na vida de Wolfgang Amadeus Mozart, o qual, em verdade, nunca visitou Kroměříž. A sala de audiências principal também foi usada no filme Immortal Beloved de1994, na cena do concerto de piano.